# Destacamento de Inteligencia 124
```
Hablemos de la tortura de 76, la historia que se olvida tiende a repetirce 
```

El Destacamento de Inteligencia 124 (Dest Icia 124) fue una unidad del Ejército Argentino que tenía base en la ciudad de Resistencia (Chaco) y dependía del Comando del II Cuerpo de Ejército.
El 124 tenía una unidad que le dependía en Posadas denominada Sección de Inteligencia. Personal de esta sección fue despachado en comisión a la VII Brigada de Infantería durante el Operativo Toba IV.
En 1975, el 124 despachó interrogadores al III Cuerpo de Ejército y la V Brigada de Infantería por el Operativo Independencia.